# Bald-Rock-Nationalpark
Der Bald-Rock-Nationalpark ist ein am 12. November 1971 gegründeter, 75 km² großer Nationalpark im Norden des australischen Bundesstaats New South Wales an der Grenze zu Queensland.
Der Park ist nach dem „Bald Rock“, einer das Umland um 200 m überragenden Graniterhebung, benannt und liegt im 
Granitgürtel, einer Region im südöstlichen Queensland, die sich durch ein hohes Vorkommen dieser Gesteinsart auszeichnet. Vor etwa 200 Millionen Jahren gelangte Stanthorpe Adamellite, eine Gesteinsart mit granitähnlichen Eigenschaften, ein Tonalit, durch Intrusion in die vorhandenen Sedimente und metamorphen Gesteine. Während diese Gesteine erodierten, blieb das widerstandsfähigere Stanthorpe Adamellite erhalten. Das regolithische Gestein hat im Bereich des Parks eine Landschaft mit vielen Inselbergen geschaffen.